# Jordi López (cyclisme)
Pour les articles homonymes, voir Jordi López et López.
López  Caravaca est un nom espagnol. Le premier nom de famille, en général paternel, est López ; le second, en général maternel, souvent omis, est Caravaca.
Jordi López Caravaca, né le 14 août 1998 à Badalone, est un coureur cycliste espagnol. Il est membre de l'équipe Kern Pharma.

## Palmarès

### Palmarès amateur
- 2014
  - 3e du championnat d'Espagne de course aux points cadets
- 2018
  - Classique Isaac Gálvez
  - 2e de l'Ereñoko Udala Sari Nagusia
- 2019
  - 1re étape du Tour de Zamora (contre-la-montre par équipes)
  - 2e du Trofeo San José
  - 2e du Trophée Iberdrola
  - 2e du Laukizko Udala Saria
  - 2e du Memorial Txuma
  - 2e du Torneo Lehendakari
  - 3e du San Bartolomé Sari Nagusia
- 2020
  - Vainqueur de la Coupe d'Espagne espoirs
  - Prueba Alsasua
  - 2e de la Coupe d'Espagne amateurs
  - 3e du Circuito Guadiana

### Palmarès professionnel
- 2023
  - 2e étape du Tour de Taïwan
  - 2e du Tour de Taïwan
- 2025
  - 2e étape du Grand Prix Beiras et Serra da Estrela
  - 3e du Tour de Taïwan